# Gorakhpur
Gorakhpur è una suddivisione dell'India, classificata come municipal corporation, di 624 570 abitanti, capoluogo del distretto di Gorakhpur e della divisione di Gorakhpur, nello stato federato dell'Uttar Pradesh. In base al numero di abitanti la città rientra nella classe I (da 100 000 persone in su).

## Geografia fisica
La città è situata a 26° 45' 18 N e 83° 22' 26 E e ha un'altitudine di 69 m s.l.m.

## Società

### Evoluzione demografica
Al censimento del 2001 la popolazione di Gorakhpur assommava a 624 570 persone, delle quali 330 450 maschi e 294 120 femmine. I bambini di età inferiore o uguale ai sei anni assommavano a 78 880, dei quali 41 122 maschi e 37 758 femmine. Infine, coloro che erano in grado di saper almeno leggere e scrivere erano 435 263, dei quali 251 133 maschi e 184 130 femmine.